# Протитуберкульозні засоби
Протитуберкульозні засоби (лат. antituberculosica; абр.ПТЗ) — ліки, які застосовують при лікуванні туберкульозу.

## Класифікація

### АТХ
J ПРОТИМІКРОБНІ ЗАСОБИ ДЛЯ СИСТЕМНОГО ЗАСТОСУВАННЯ 
J04 ЗАСОБИ, ЩО ДІЮТЬ НА МІКОБАКТЕРІЇ 
- J04A ПРОТИТУБЕРКУЛЬОЗНІ ЗАСОБИ 
  - J04A A Аміносаліцилова кислота та похідні
  - J04A B Антибіотики
  - J04A C Гідразиди
  - J04A D Похідні тіокарбаміду
  - J04A K Інші протитуберкульозні препарати
  - J04A M Комбіновані протитуберкульозні препарати[1]

### Клінічна
Комітет Міжнародної протитуберкульозної спілки поділив ПТЗ за антимікобактеріальною активністю (ефективністю) (1975 р) на три групи:
- група А (найбільш ефективні) — ізоніазид, рифампіцин;[3]
- група В (ефективні) — стрептоміцин, піразинамід, етамбутол, канаміцин, етіонамід, циклосерин, віоміцин, флориміцин;[4]
- група С (найменш ефективні) — ПАСК, тіоацетазон[5]

Протитуберкульозні препарати розділені на ряди, додатково кожному ПТЗ відповідає міжнародне позначення
За клінічною активністю ПТЗ поділяють на засоби 1-го ряду — препарати групи стрептоміцину (аміноглікозиди), ізонікотинової (ізоніазид, фтивазид, салюзид, ларусан та ін.) та ацетилсаліцилової (ПАСК, бепаск) кислот і засоби 2-го ряду — антибіотики (канаміцин, амікацин, рифампіцин, капреоміцин), а також піразинамід, етіонамід, етамбутол, етоксид та інші синтетичні препарати. Лікування починають препаратами 1-го ряду, а потім для запобігання стійкості мікобактерій туберкульозу до медикаментів призначають препарати 2-го ряду.
Ряди, назви протитуберкульозних засобів та їх міжнародні скорочені позначення
| Протитуберкульозні засоби | №                             | Назви протитуберкульозних засобів                                                                                                   | Символьні міжнародні скорочені позначення засобів |
| І ряд                     | 1 2 3 4 5                     | Ізоніазид Рифампіцин Стрептоміцин Етамбутол Піразинамід                                                                             | H R S E Z                                         |
| ІІ ряд                    | 6 7 8 9 10 11 12 13 14        | Амікацин Канаміцин Етіонамід Протіонамід Циклосерин Офлоксацин Ципрофлоксацин Капреоміцин Параамінсаліцилока кислота                | A K Et Pt C Of Cf Cp PAS                          |
| Інші                      | 15 16 17 18 19 20 21 22 23 24 | Рифабутин Кларитроміцин Амоксацилін/клавуланова кислота Клофазимін Флориміцин Фтивазид Флуренізид Тіоацетазон Тіоридазин Бедаквілін | Rb Cl Am Clo F Ph Fl T                            |

## Побічні реакції
Відповідно до даних Центру моніторингу побічних реакцій (ПР) ЛЗ Всесвітньої організації охорони здоров’я (2007), серед протитуберкульозних монопрепаратів за частотою ПР у світі домінують препарати ізоніазиду (29,2%), рифампіцину (26,7%), капреоміцину (17,1%), етамбутолу (10,2%). Менш ніж 10% ПР зареєстровано при призначенні піразинаміду (9,8%), АСК (2,2%), рифабутину (2,1%) та комбінованих ЛЗ.